# Округ Хјуз (Јужна Дакота)
Хјуз (енгл. Hughes County) је округ у америчкој савезној држави Јужна Дакота.

## Демографија
По попису из 2010. године број становника је 17.022, што је 541 (3,3%) становника више него 2000. године.
| Група             | 2000.          | 2010.          |
| Белци             | 14.564 (88,4%) | 14.471 (85,0%) |
| Афроамериканци    | 31 (0,2%)      | 84 (0,5%)      |
| Азијати           | 66 (0,4%)      | 91 (0,5%)      |
| Хиспаноамериканци | 201 (1,2%)     | 306 (1,8%)     |
| Укупно            | 16.481         | 17.022         |